# 泸定对囊蕨
泸定对囊蕨（学名：Deparia ludingensis）也称泸定蛾眉蕨，为蹄盖蕨科对囊蕨属下的一个种。